# Parc national du Lac-Témiscouata
Der Parc national du Lac-Témiscouata ist einer der 27 Nationalparks in der kanadischen Provinz Québec. Dort entspricht ein Parc national dem, was in den übrigen Provinzen als Provincial Park bezeichnet wird. Der 2009 gegründete, 176,5 km² große Park, wird von Sépaq (französisch Société des établissements de plein air du Québec bzw. englisch Society of outdoor recreation establishments of Quebec) betrieben.

## Aufgabe, Gliederung
Die Aufgabe des im Süden der Provinz eingerichteten Schutareals besteht darin, die Eigenheiten eines kleinen Gebiets der Monts Notre-Dame (21.720 km²) zu schützen und zu repräsentieren, einer Ökoregion, die als einzige im Süden Québecs noch nicht auf diese Art unter Schutz gestellt worden war.

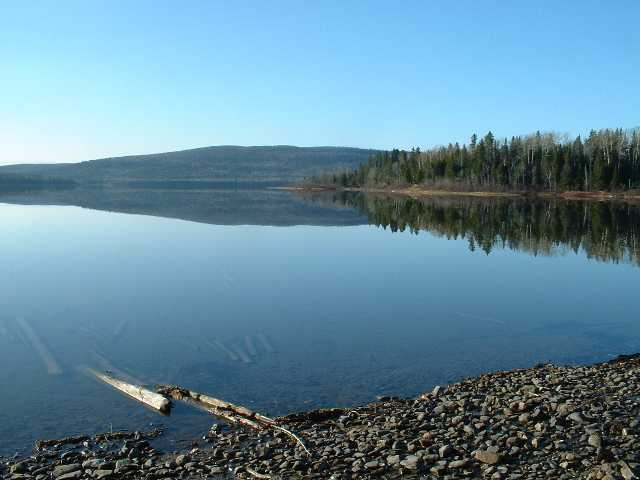
Grand Lac Touladi auf dem Gebiet des Parks

Der Gebirgszug ist ein Teil der Appalachen. Dabei besteht der Park aus zwei Teilgebieten, einem 157,2 km² großen Hauptteil nordöstlich des Lac Témiscouata und einem Gebiet von 18,1 km² Fläche südöstlich des Sees. Dieser hat eine Fläche von 67 km² und ist dabei 45 km lang.

## Fauna
Mindestens 20 der 40 Säugetierarten des Gebirgszugs leben im Park, darunter Elch, Schwarzbär und Weißwedelhirsch, Kojote (der seit 1971 verschwunden war) und ursprünglich auch der Wolf, der seit Ende des 19. Jahrhunderts verschwunden ist, dann Rotfuchs, Hermelin, Nerz, Fichten- und Fischermarder (auch Pekan genannt), sowie Neuweltotter (auch Fischotter genannt), Luchs, Schneeschuhhase, schließlich Tamiasciurus hudsonicus, eine Baumhörnchenart, Tamias striatus, eine Hörnchenart, Glaucomys volans aus der Gattung der Neuweltlichen Gleithörnchen, von denen nur zwei Arten existieren. Es trägt auch den Namen Südliches Gleithörnchen, um es vom Nördlichen zu unterscheiden, das im Norden Kanadas und in Alaska vorkommt. Hinzu kommen Urson oder Baumstachelschwein, Biber und Bisamratte.

## Geschichte
Etwa 50 archäologische Stätten sind um den See bekannt. Die ältesten reichen 10.000 Jahre zurück. Dabei spielte von Anfang an die strategische Lage des Sees zwischen Atlantik und Sankt-Lorenz-Strom eine entscheidende Rolle. Die bisher einzige der früharchaischen Zeit zuzuordnende Fundstelle, trägt nach dem Borden-System das Kürzel CjEd-8. Dabei ist Quarz, im Gegensatz zu den meisten der gleichzeitigen Fundstätten in Québec, kaum vertreten. Zugleich zeigt sich, dass die Fernkontakte, etwa mit Handelsgütern, im Vergleich zur übrigen Provinz noch eher gering waren.
Der Témiscouatasee gehörte schon in der frühgeschichtlichen Zeit zum traditionellen Territorium der Maliseet, einer Algonkingruppe der Abenakikonföderation. Von ihnen stammt der Name des Sees, der übersetzt ‚Tiefer See‘ bedeutet. Hier verlief ein Handelsweg, die Témiscouata-Portage, eine Kanu- und Landroute, die von der Fundybucht zum Sankt-Lorenz-Strom führte.
Mit der Einführung der feudalen Ordnung in Neufrankreich (Coutume de Paris) wurde das Gebiet in Seigneurien aufgeteilt, riesige Grundherrschaften, auf denen Bauern lebten, die Abgaben und Frondienste leisten mussten. 1683 wurde Charles-Aubert de la Chenaye in die Herrschaft Madouesca (Témiscouata) eingesetzt. 
Weiter südlich verlief die Grenze zwischen Britisch-Nordamerika und den USA. Der Grenzkonflikt führte  1838/39 beinahe zum Aroostook-Krieg, doch konnte er 1842 mit dem Webster-Ashburton-Vertrag geschlichtet werden. Neben Forts wie Grand Sault und Petit Sault (Edmundston) in Neubraunschweig sowie Fort Degele in Québec sicherten die Briten ihr Territorium mit dem Bau von Fort Ingall am Südende des Témiscouatasees. Das Fort wurde bereits 1842 aufgegeben. 1972 bis 1978 fanden Ausgrabungen statt, die dazu führten, dass das Fort rekonstruiert wurde und heute als Museum dient.
Die eigentliche Besiedlung begann erst ab 1850. Ein erstes großes Sägewerk entstand 1865 und 1889 erreichte eine Eisenbahnverbindung, die Témiscouata Railway, zwischen Edmundston und Rivière-du-Loup das Seegebiet.

## Belege
1. ↑  État des connaissances: Parc national du Lac-Témiscouata Annexe V: Les mammifères susceptibles d’être observés dans le territoire à l’étude (PDF; 36 kB), Ministère du Développement durable, de l’Environnement et des Parcs.
2. ↑  Dies und das Folgende nach: Julie Brunet: Le site CjEd-8 : l’Archaïque supérieur au Témiscouata, thèse, Université de Montréal 2010.
3. ↑  Fort Ingall (Memento vom 11. Juni 2008 im Internet Archive)